# FK Bačka 1901
Ne doit pas être confondu avec OFK Bačka.
Maillots
Actualités
Le Fudbalski Klub Bačka 1901 Subotica (en serbe : Фудбалски Клуб Бачка 1901 Суботица), plus couramment abrégé en OFK Bačka, est un club serbe de football fondé en 1901 et basé dans la ville de Subotica, en Voïvodine.
Il est le club le plus ancien des pays de l'ex-Yougoslavie, bien que la Voïvodine faisait partie de l'Autriche-Hongrie à l'époque de sa fondation.

## Histoire
Créé sous l'administration austro-hongroise sous l'appellation hongroise Bácska Szabadkai Athletikai Club, le FK Bačka est le club de la minorité croate-bunjevcis de la région Bačka. Engagé dans les compétitions hongroises (le Championnat de Hongrie de football existe dès 1901), il remporte régulièrement le championnat du Sud.
À la suite de la Première Guerre mondiale et l'intégration de la région dans le Royaume des Serbes, Croates et Slovènes, le club, renommé JSD Bačka, s'inscrit en championnat de Yougoslavie dont il dispute deux éditions en 1923 et 1925. Il participe ensuite au championnat de Croatie-Slovénie, puis à la première division croate de la Banovina de Croatie entre 1939 et 1941, en tant que HAD Bačka.
Intégré à la Hongrie pendant l'occupation allemande, il est renommé HAŠK Građanski à la libération, en hommage aux clubs de Zagreb, puis FD Sloboda, FD Zvezda, avant de retrouver en 1963 le nom de Bačka. Le club évolue au début du XXIe siècle dans le championnat régional de Voïvodine.

## Personnalités du club

### Présidents du club
- Zoran Marković

### Entraîneurs du club
| - Zoltán Wagner (1901 - 1906) - Gyula Gruber (1906 - 1914) - Ivan Milašin (1914 - 1920) - Aleksandar Perl (1920 - 1924) - Ferenc Nagy (1924 - 1926) - Aleksandar Perl (1926 - 1930) - Andrija Kujundžić (1930 - 1941) - Lajoš Gencel (1945 - 1946) - Miroslav Stojanović (1948 - 1949) - Laslo Varga (1949 - 1950) - Lajoš Gencel (1950 - 1951) - Josip Vad (1951 - 1952) - Lajoš Gencel (1952 - 1953) - Željko Sabanov (1953 - 1954) - Beno Cvijanov (1954 - 1955) - Gustav Matković (1955 - 1959) - Aleksandar Petrović (1959 - 1960) - Laslo Varga (1960 - 1963) - Jožef Koras (1963 - 1965) - Gustav Matković (1965 - 1966) | - Laslo Varga (1966 - 1969) - Tihomir Ognjanov (1969 - 1971) - Franjo Čović (1971 - 1972) - Miloš Glončak (1972 - 1974) - Josip Zemko (1974 - 1977) - Branko Roksandić (1977 - 1978) - Đorđe Palatinus - Tome Malagurski - Dobrivoje Trivić (1978 - 1979) - Lajčo Jakovetić (1979 - 1980) - Branko Roksandić (1980 - 1981) - Josip Rajčić (1981 - 1986) - Budisav Pajić (1986 - 1987) - Slobodan Šujica (1987 - 1988) - Budisav Pajić (1988 - 1989) - Slobodan Šujica (1989 - 1990) - Josip Rajčić (1990 - 1991) - Josip Zemko - Josip Lerinc - Slobodan Šujica (1991) | - Hajrudin Saračević (1991 - 1992) - Slobodan Kustudić (1992 - 1993) - Josip Zemko - Marko Vujković - Danilo Mandić (1993 - 1994) - Josip Zemko - Marko Vujković - Danilo Mandić (1994 - 1995) - Josip Rajčić - Slobodan Kustudić (1995 - 1996) - Danilo Mandić (1996 - 1997) - Josip Rajčić - Marko Vujković (1998 - 1999) - Josip Rajčić (1999 - 2001) - Zoran Milidrag (2012) - Savo Pavićević (2018 - 2020) - Petar Kurčubić (2020) - Predrag Pejović (2021) |

### Anciens joueurs du club
Le FK Bačka 1901 a fourni à la sélection yougoslave quelques joueurs comme Antun Copko, Lajoš Jakovetić (en), Mihály Kecskés, Remija Marcikić, Tihomir Ognjanov, Antun Rudinski ou encore Josip Zemko (en).